# Papilio macilentus
Espèce
Papilio macilentus ou Machaon à longue queue est une espèce de lépidoptères (papillons) de la famille des Papilionidae. L'espèce est présente en Chine, au Japon, en Corée et en Sibérie orientale.